# Museu Antoniano (Aljezur)
O Museu Antoniano é um museu religioso na vila de Aljezur, na região do Algarve, em Portugal. Está instalado numa antiga capela seiscentista, a Capela de Santo António, dedicada ao santo franciscano de origem lisboeta.

## Descrição
O museu situa-se na Rua de Santo António, no centro histórico de Aljezur, estando instalado na antiga Capela de Santo António.
É dedicado principalmente à preservação de património religioso ligado a Santo António, sendo principalmente composto por peças dos séculos XIX e XX, possuindo igualmente um importante espólio dos séculos XVII e XVIII. A exposição inclui imagens, quadros, gravuras, livros e moedas antigas, entre outras peças.
O museu foi inaugurado em 1998.
Em Abril de 2017, o museu foi o palco da apresentação do filme «Cal - Da tradição guardo as brasas mas não as cinzas», de João Couto.

## Capela de Santo António
A antiga Capela de Santo António é um edifício de pequenas dimensões, de traça vernácula da região. As fachadas são de pano único e caiadas em tons brancos, e o telhado é de duas águas, formando beirados salientes nas fachadas laterais. A fachada principal está virada a Sul, tendo sido concebida de forma a adaptar-se ao desnível da rua, terminando numa empena e em cunhais de pedra rusticada. No centro situa-se o pórtico, com uma moldura simples e de verga recta, pintada em tons amarelos.

### História da Capela
A Capela de Santo António foi construída durante a primeira metade do século XVII, após o rei Filipe II ter autorizado a «Confraria do Bem Aventurado Santo António, da Vila de Aljezur», em 1628. O templo foi quase totalmente destruído pelo Sismo de 1755. Ainda assim, na sua obra Ad perpetuam rei memoriam, de 13 de Abril de 1796, o prior Bernardo Joaquim de Faria referiu que teria sido utilizado como matriz de Aljezur após o terramoto. Durante a sua segunda visitação a Aljezur, em 1792, o bispo anunciou a sua intenção de reconstruir a capela.
Em 7 de Setembro de 1809, o bispo D. Francisco Gomes do Avelar fez a profanação do templo, como ficou referido no Termo de Profanação, inventariado no Cartório Paroquial de Aljezur, passando então a ser utilizado com fins residenciais, embora não tenha sido profundamente alterado. Em 1995 foi adquirido pela Câmara Municipal, que iniciou ainda nesse ano obras de recuperação e adaptação a um espaço museológico.